# Frank Yablans
Frank Yablans (* 27. August 1935 in New York City, New York; † 27. November 2014 in Los Angeles, Kalifornien) war ein US-amerikanischer Filmproduzent und Drehbuchautor.

## Leben
Yablans wurde 1935 als Sohn einer jüdischen Familie in Brooklyn geboren. Sein älterer Bruder war Irwin Yablans, der später ebenfalls Filmproduzent wurde.
Er begann seine Karriere bei Warner Bros., Disney und Filmways. In den späten 1960er Jahren wechselte er zu Paramount Pictures, wo er schließlich zum Executive Vice President Sales befördert wurde. In dieser Funktion gelang es Yablans, das Melodrama Love Story zu einem großen Erfolg an den Kinokassen zu machen. Daraufhin wurde er 1971 zum President von Paramount Pictures ernannt. Während seiner Zeit als Studiochef von Paramount verantwortete Yablans Filmstarts wie Der Pate (1972),  Serpico (1973), Paper Moon (1973), Der Pate – Teil II (1974) und Mord im Orient-Expreß (1974).
1975 wurde er nach einem Streit um den Vertrag zum Filmprojekt Chinatown bei Paramount entlassen und durch Barry Diller ersetzt. Danach arbeitete Yablans als freier Produzent bei zahlreichen Produktionen wie Teufelskreis Alpha, Meine liebe Rabenmutter oder Ein Richter sieht rot. An einigen Filmen wirkte Yablans auch als Drehbuchautor mit.
1983 holte Kirk Kerkorian Yablans zur tief verschuldeten MGM. Yablans leitete entscheidende Änderungen im Unternehmen ein, das er jedoch 1985 noch vor Ablauf seines Vertrages wieder verließ, nachdem Kerkorian Alan Ladd junior als Präsidenten der zu MGM gehörenden United Artists installiert hatte.
Mitte der 1990er Jahre gründete Yablans mit dem Produzenten Rowland Perkins und dem Regisseur Michael Campus das Filmproduktionsunternehmen Adventuress Prods., das einen dreijährigen First-Look-Deal mit Paramount abschloss. 2003 gründete er Promenade Pictures, mit dem er unter anderem die Fernsehserie Rom und den religiösen Animationsfilm Die Zehn Gebote produzierte.
Yablans starb an Thanksgiving 2014 in seinem Haus in Los Angeles im Alter von 79 Jahren. Er hinterließ seine langjährige Lebenspartnerin Nadia Pandolfo, zwei Söhne und eine Tochter sowie vier Enkelkinder.

## Filmografie (Auswahl)
Ausführender Produzent
- 1976: Trans-Amerika-Express (Silver Streak)
- 1995: Congo
- 2007: Die zehn Gebote (The Ten Commandments)
- 2012: Noah

Produzent
- 1977: Jenseits von Mitternacht (The Other Side of Midnight)
- 1978: Teufelskreis Alpha (The Fury)
- 1979: Die Bullen von Dallas (North Dallas Forty)
- 1981: Meine liebe Rabenmutter (Mommie Dearest)
- 1982: Monsignor
- 1983: Ein Richter sieht rot (The Star Chamber)
- 1984: Kidco
- 1987: The Caller
- 1988: Zwei tolle Hechte im Knast (Buy & Cell)
- 1989: Stimme des Todes (Lisa)
- 1999: A Dog of Flanders

Co-Produzent
- 2005–2007: Rom (Rome, Fernsehserie, 14 Episoden)

Drehbuchautor
- 1979: Die Bullen von Dallas (North Dallas Forty)
- 1981: Meine liebe Rabenmutter (Mommie Dearest)